# Boeing 377 Stratocruiser
Boeing 377 Stratocruiser – luksusowy powojenny samolot dalekiego zasięgu z czterema tłokowymi silnikami gwiazdowymi. 

## Historia
Samolot powstał jako cywilna wersja samolotu Boeing C-97 Stratofreighter, który bazował na Boeing B-29 Superfortress. W nowej konstrukcji wykorzystano skrzydła, usterzenie oraz silniki z B-29. Kadłub został całkowicie przeprojektowany do wersji dwupokładowej. Tak powstała konstrukcja umożliwiła nawiązanie regularnego połączenia międzykontynentalnego na trasie Londyn-Nowy Jork bez międzylądowania. Stał się również podstawą do opracowania samolotów transportowych przeznaczonych do przewożenia wielkogabarytowych ładunków Aero Spacelines Pregnant Guppy i Aero Spacelines Super Guppy.

## Użytkownicy
Ekwador
- Línea Internacional Aérea

 Izrael
- Siły Powietrzne Izraela

 Wielka Brytania
- British Overseas Airways Corporation

 Stany Zjednoczone
- American Overseas Airlines
- Northwest Airlines
- Pan American World Airways
- Transocean Air Lines
- United Airlines

 Wenezuela
- Rutas Aéreas Nacionales SA

 Skandynawia
- Scandinavian Airlines System